# Podgórze
Podgórze is een district in Krakau ten zuiden van de Wisła. De naam van de wijk betekent letterlijk de "voet van de heuvel".

## Geschiedenis
Podgórze werd in de 18e eeuw door de Oostenrijkers gesticht omdat deze het toen noodzakelijk vonden om aan de rechteroever een nieuwe stad te stichten, die een concurrent, maar tegelijkertijd ook een partner van Krakau werd. De keuze viel op het dorpje Podgórze, dat keizer Józef II in 1784 tot een vrije stad had uitgeroepen. In 1915 werd Podgórze een wijk van Krakau.
In 1940 kreeg de wijk Podgórze een nieuwe bestemming toen de nieuwe machtshebbers – de nazi's - beslisten om de Joden van Kazimierz over te brengen naar deze wijk. De oorspronkelijke bewoners moesten verhuizen, maar kregen als compensatie de herenhuizen van Kazimierz. In het Joodse ghetto werden 15000 Joden samengepakt in een wijk waar voordien maar 3000 mensen woonden. De wijk was omgeven door een muur, die nu nog op sommige plekken te bezichtigen valt. Veel Joden werden vanaf 1942 overgebracht naar de concentratiekampen en in maart 1943 werd het ghetto definitief geliquideerd. Bij de ontruiming van het ghetto kwamen tweeduizend om het leven. De resterende Joden werden overgebracht naar het werkkamp Plaszow.

## Bezienswaardigheden
- apotheek van Tadeusz Pankiewicz
- fabriek van Oskar Schindler
- Grafheuvel van Krakus
- monument met de lege stoelen
- resten van muur rond het oude ghetto